# Саляфи
Саляфи (араб. سلف — попередник) — праведні попередники (араб. السلف الصالح‎‎‎), що жили в перші 300 років після Гіджри. Покоління, що жили з третього століття ісламу понині, називають халяфами.